# Архангельська церква (Кудрине)
Архангельська церква, Церква Архангела Михаїла та Гавриїла — руїни древньої церкви на старому цвинтарі у селі Шурі (Кудрине) Бахчисарайського району АР Крим (у долині річки Качі).

## Історія
Церква була збудована у 1328 році, а на сьогоднішній день має статус пам'ятника національного значення. Відновлено церкву у 1594 році.
Архітектура храму є традиційною для середньовічного Криму, ззовні вона нагадує базиліку з вузькими вікнами.
Збереглися грамоти про передачу коштів на відновлення храмів Криму царем Феодором Івановичем, ці відомості дають змогу вважати що і на ремонт та відновлення церкви архангелів Гавриїла та Михайла було витрачено ці кошти.
На сьогоднішній день храм потребує капітального ремонту та детальних реставраційних робіт. Уцілілі залишки є лише стіни, порослі травою. Споруда є історичною цінністю і є православною святинею Криму.

## Охоронний статус
Має охоронний статус від підписання Постанови від 06.09.1979 № 442 Про доповнення списку пам'яток містобудування і архітектури Української РСР, що перебувають під охороною держави, далі, у роки незалежності України — обороняється Постановою кабінету міністрів № 518 від 25.05.2020 року, охоронний номер 010091.

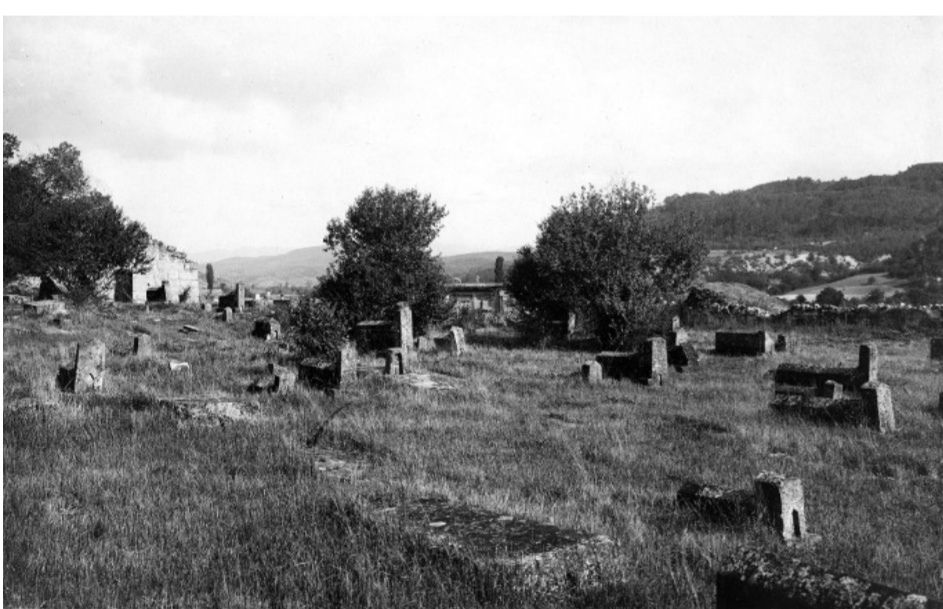
Середньовічний цвинтар та храм у селі Шурю (Кудріне), 1913 рік.
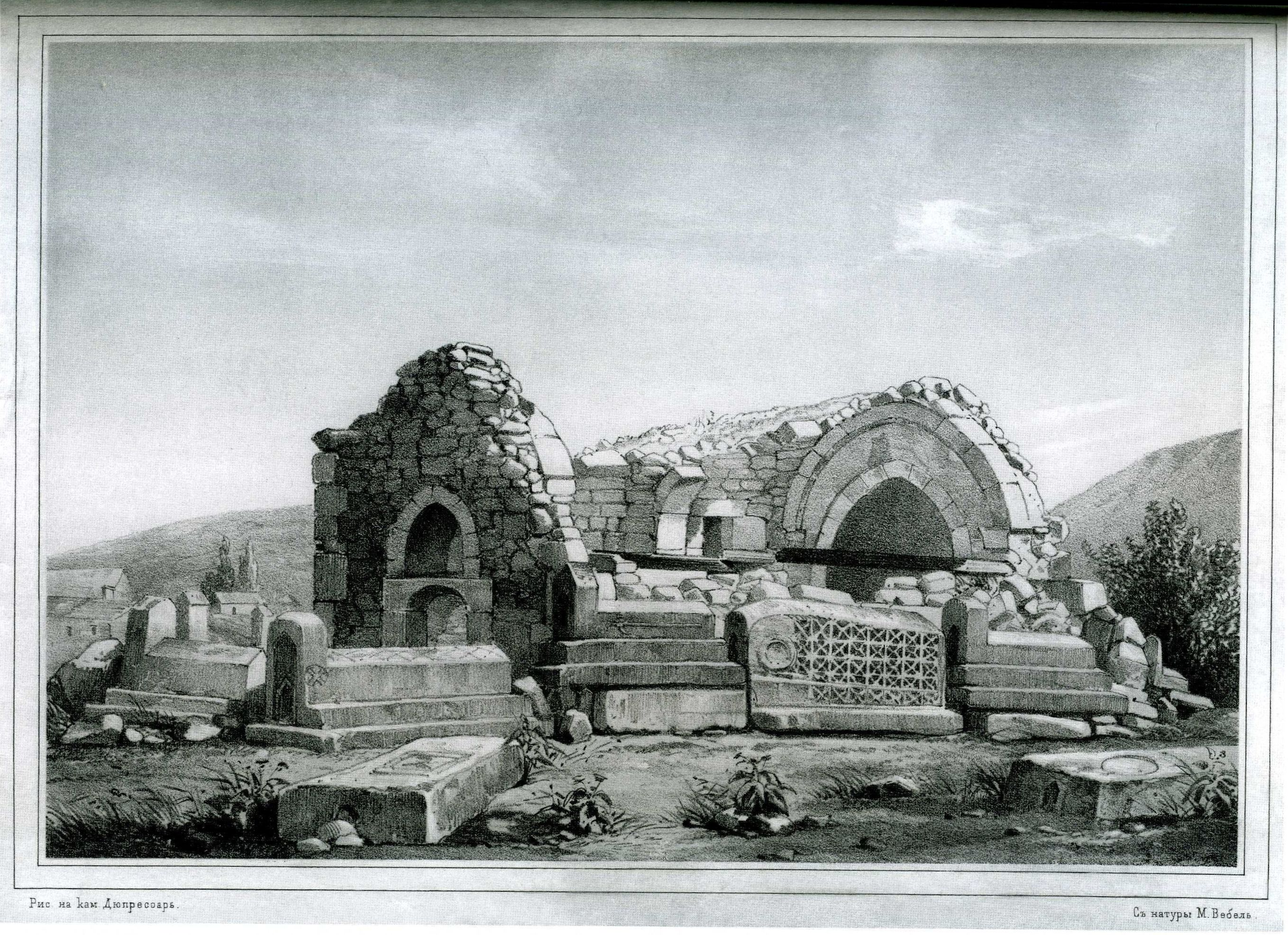
Руїни стародавньої церкви (церкви архангелів Михаїла та Гавриїла). Село Шурю. Літографія Дюпресоара на малюнку М. Б. Вебеля, 1848 рік
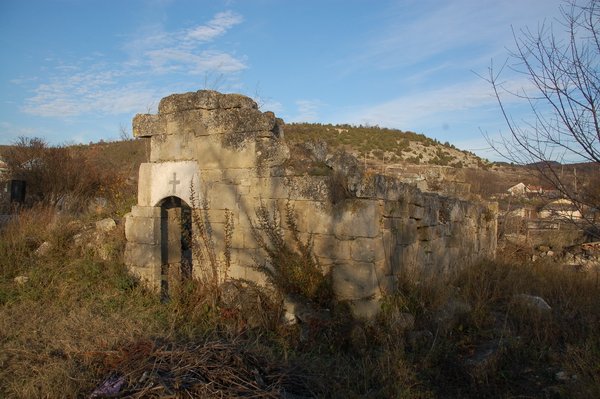
Руїни церкви архангелів Михаїла та Гавриїла, 2009 рік